# Оранієнбаум I
Оранієнбаум I — станція Жовтневої залізниці в місті Ломоносов на лініях Санкт-Петербург-Балтійський — Каліщі. Назва походить від історичної назви міста Ломоносов.
На станції закінчується двоколійна дільниця від Санкт-Петербурга-Балтійський, далі в бік Каліщі прямує одноколійна лінія з роз'їздами.

## Опис
Будівля вокзалу і посадочні платформи розташовані поруч з Фінською затокою, біля Кронштадтської вулиці. Однією стороною вокзал виходить на Привокзальну площу, інша — на першу платформу, повз яку проходить друга станційна і до якої прилягає перша (тупикова) колія. Є зал очікування і квиткові каси. У безпосередній близькості розташовані автобусні зупинки міських і приміських маршрутів.